# تاک شیری آریزونا
تاک شیری آریزونا (نام علمی: Gonolobus arizonicus) نام یک گونه از زیرخانواده استبرق است.